# Nobody Is Listening
Nobody Is Listening é o terceiro álbum de estúdio do cantor britânico Zayn, lançado em 15 de janeiro de 2021 pela RCA Records. O processo de gravação começou em 2020, onde Zayn trabalhou com uma variedade de produtores. Descrito por Zayn como o "projeto mais pessoal até o momento", Nobody Is Listening é um disco pop e R&B. O álbum conta com participações de Syd e Devlin. Foi procedido por dois singles: "Better" e "Vibez".

## Análise da crítica
| Críticas profissionais | Críticas profissionais |
| Pontuações agregadas   | Pontuações agregadas   |
| Fonte                  | Avaliação              |
| ---------------------- | ---------------------- |
| Metacritic             | 61/100                 |
| Avaliações da crítica  |                        |
| Fonte                  | Avaliação              |
| The Daily Telegraph    | 2 de 5 estrelas.       |
| Evening Standard       | 3 de 5 estrelas.       |
| The Guardian           | 3 de 5 estrelas.       |
| The Independent        | 2 de 5 estrelas.       |
| The Irish Times        | 3 de 5 estrelas.       |
| NME                    | 3 de 5 estrelas.       |
| Pitchfork              | 5.6/10                 |
| Rolling Stone          | 3.5 de 5 estrelas.     |

Dhruva Balram da NME escreveu que o álbum "tem suas falhas" e que "não adiciona muitas novas cores à sua paleta", mas elogiou-o por ser "dolorosamente íntimo e docemente brincalhão" e "pop silenciosamente proposital" e que é "um passo em uma direção nova e fresca para o artista enigmático". Escrevendo para a Rolling Stone, Brittany Spanos sentiu que Malik "encontrou seu ponto fraco" com o álbum, nomeando "Tightrope" e "River Road" como "duas das melhores músicas de Malik até hoje". Jem Aswad da Variety nomeou o álbum "conciso e direto ao ponto" e sentiu que "limpa a mesa para o que pode estar vindo em seguida". Malvika Padin da Clash sentiu que o álbum "indica que ele alcançou algum tipo de clareza na direção que ele quer tomar como artista solo", embora ela sentiu que tinha "produção mínima e alguns momentos de experimentação" "apenas oferece vislumbres insignificantes da personalidade de Zayn". Kitty Empire do The Guardian sentiu que Malik soa "mais livre do que nunca", ao nomear sua voz "seguramente elástica", sentindo que "as músicas se adequam a ele mais e mais" e que ele "continua refinando"; ela sentiu que o registro como um todo foi uma melhoria em relação a Icarus Falls.

## Lista de faixas
| Nobody Is Listening – Edição Padrão |                                         |         |  |
| N.º                                 | Título                                  | Duração |  |
| 1.                                  | "Calamity"                              | 3:07    |  |
| 2.                                  | "Better"                                | 2:54    |  |
| 3.                                  | "Outside"                               | 3:28    |  |
| 4.                                  | "Vibez"                                 | 2:43    |  |
| 5.                                  | "When Love's Around" (com part. de Syd) | 3:11    |  |
| 6.                                  | "Connexion"                             | 3:16    |  |
| 7.                                  | "Sweat"                                 | 3:52    |  |
| 8.                                  | "Unfuckwitable"                         | 2:44    |  |
| 9.                                  | "Windowsill" (com part. de Devlin)      | 3:08    |  |
| 10.                                 | "Tightrope"                             | 3:24    |  |
| 11.                                 | "River Road"                            | 3:56    |  |
| Duração total:                      | Duração total:                          | 35:43   |  |

## Posições nas tabelas musicais
| Tabela musical (2021)               | Melhor posição |
| ----------------------------------- | -------------- |
| Alemanha (GfK Entertainment Charts) | 35             |
| Austrália (ARIA)                    | 10             |
| Bélgica (Ultratop da Valônia)       | 83             |
| Bélgica (Ultratop de Flandres)      | 22             |
| Canadá (Billboard Canadian Albums)  | 21             |
| Escócia (Scottish Albums Chart)     | 88             |
| Estados Unidos (Billboard 200)      | 44             |
| Finlândia (Suomen virallinen lista) | 21             |
| Irlanda (IRMA)                      | 32             |
| Itália (FIMI)                       | 8              |
| Noruega (VG-lista)                  | 22             |
| Nova Zelândia (RMNZ)                | 31             |
| Países Baixos (MegaCharts)          | 31             |
| Polónia (ZPAV)                      | 5              |
| Portugal (AFP)                      | 1              |
| Reino Unido (UK Albums Chart)       | 17             |
| Suécia (Sverigetopplistan)          | 20             |
| Suíça (Schweizer Hitparade)         | 17             |

## Históricos de lançamentos
| Região | Data                  | Formato(s)                    | Gravadora   | Ref.          |
| ------ | --------------------- | ----------------------------- | ----------- | ------------- |
| Várias | 15 de janeiro de 2021 | CD download digital streaming | RCA Records | [ 31 ] [ 12 ] |